# Wohnhaus Bei der Kirche 1
Das Wohnhaus Bei der Kirche 1 am östlichen Platzzugang zur St. Emmauskirche in der niedersächsischen Samtgemeinde Land Hadeln, Gemeinde Neuhaus, im Landkreis Cuxhaven, stammt aus der zweiten Hälfte des 19. Jahrhunderts. Aktuell (2024) wird es als Gaststätte/Laden und Wohnhaus genutzt.
Das Gebäude steht unter Denkmalschutz (siehe auch Liste der Baudenkmale in Neuhaus (Oste)).

## Geschichte und Beschreibung
Die Besiedelung fand um 1000 nach Christus auf den Wurten rund um die Aue, Oste und Elbe statt.
Das zweigeschossige giebelständige historisierende verputzte Gebäude in Backstein mit schiefergedecktem Satteldach mit kräftigen Giebelüberstand stammt von 1882 (Inschrift). Die in spätklassizistischen Formen gestaltete symmetrische Fassaden mit Scheinquadrierung, dekorativen segmentbögigen Fensterrahmungen, geschossteilenden Gesimsen und einem pilastergerahmtes Eingangsportal.
Nach Umbauten wurde im EG eine Gaststätte eingerichtet.
Das Landesdenkmalamt befand u. a.: „… geschichtliche und städtebauliche Gründen wegen des orts-, bau- und kunstgeschichtlichen, gebäudetypischen, straßen- und ortsbildprägenden Zeugniswerts …“